# Illa de Flores
|  | Per a altres significats, vegeu «Illa de Flores (desambiguació)». |

Flores és una illa d'Indonèsia, part de l'arxipèlag de la Sonda. És una de les illes de la província indonèsia de les Illes Petites de la Sonda Orientals. És entre les illes de Sumbawa i Komodo a l'oest, Adonara i Solor a l'est i l'illa de Timor al sud-est. Al nord, està separada de l'illa de Cèlebes per la mar de Flores i, al sud, la mar de Savu la separa de l'illa de Sumba. És una illa amb molta activitat volcànica. És conegut el volcà Kelimutu per la coloració dels tres llacs del seu cràter.
L'illa té uns 1.400.000 habitants i una superfície de 14.250 km², dividida administrativament en les regències de Manggarai occidental, Manggarai central, Ngada, Nagekeo, Ende, Sikka i Flores Timur. Aquesta illa va estar sota influència portuguesa durant l'època de l'Imperi Portuguès d'ultramar. El seu nom prové del portuguès flores, 'flors'. A causa del contacte amb Portugal, Flores va ser poc islamitzada i la majoria dels habitants pertanyen a l'Església catòlica. Tot i això, la influència de l'animisme és considerable entre la població local.

## Història

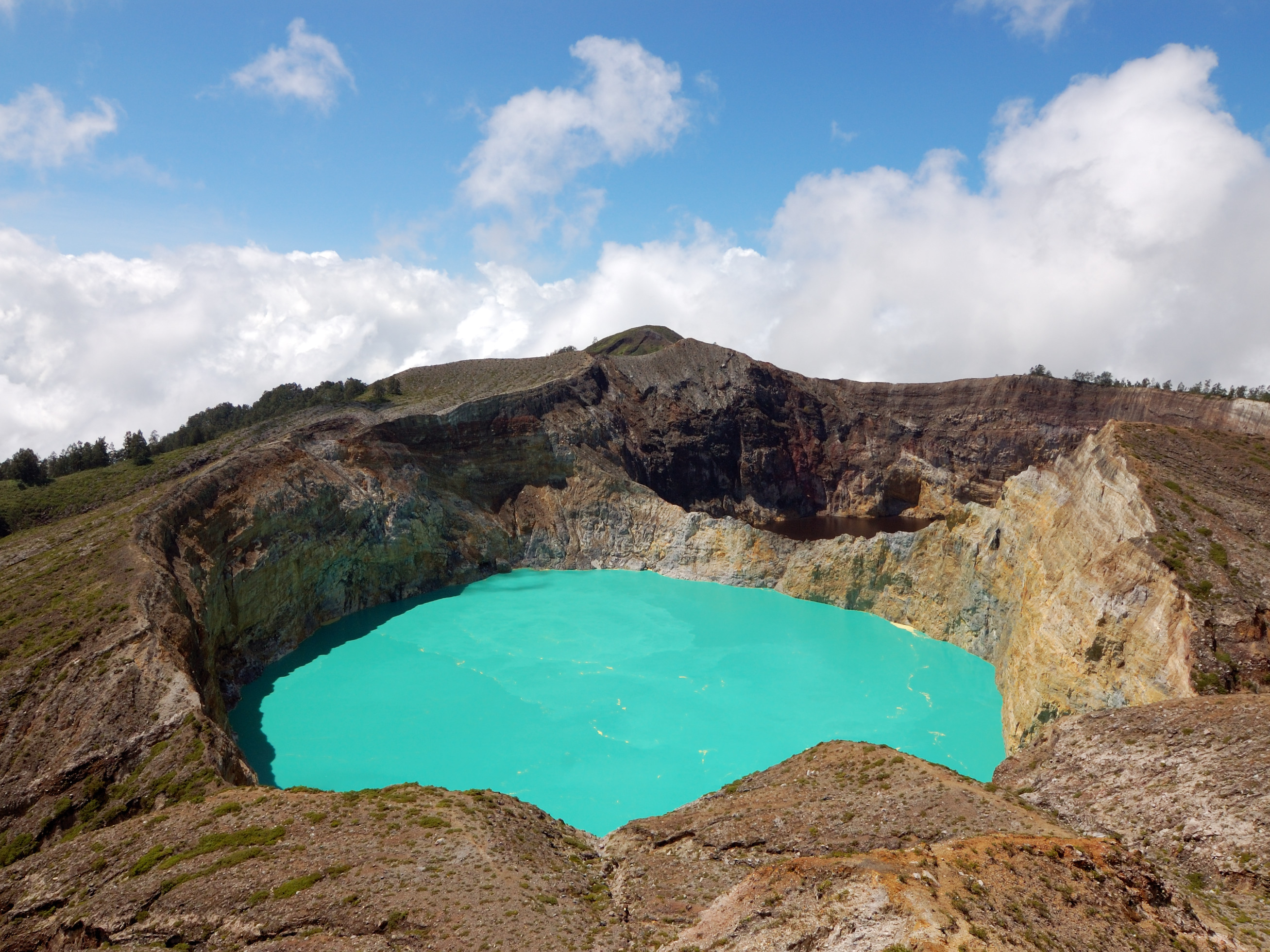
Original coloració d'un llac al volcà Kelimutu

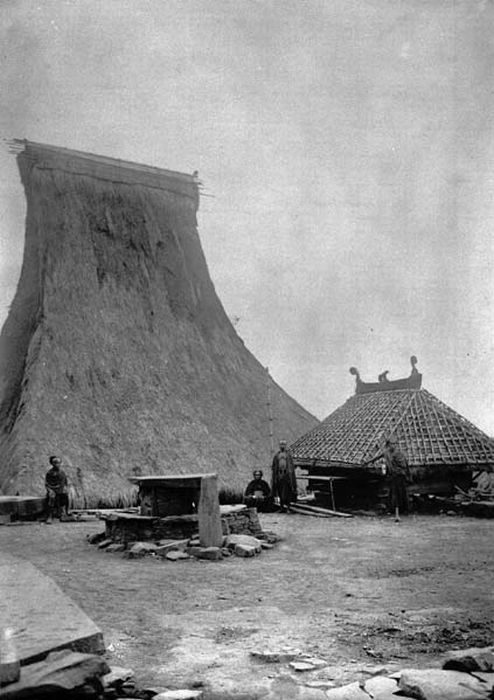
Tomba, casa dels esperits i altar a Roga Ria, Flores, 1915

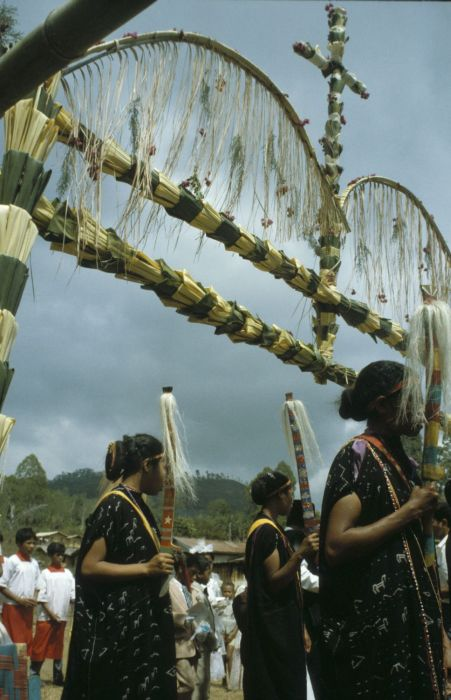
Processó religiosa durant la celebració de la primera comunió a Bobo, Flores, 1989

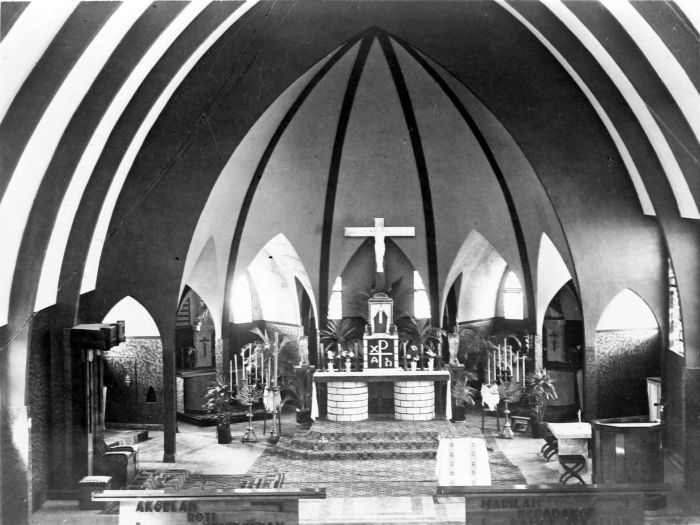
Església a Flores

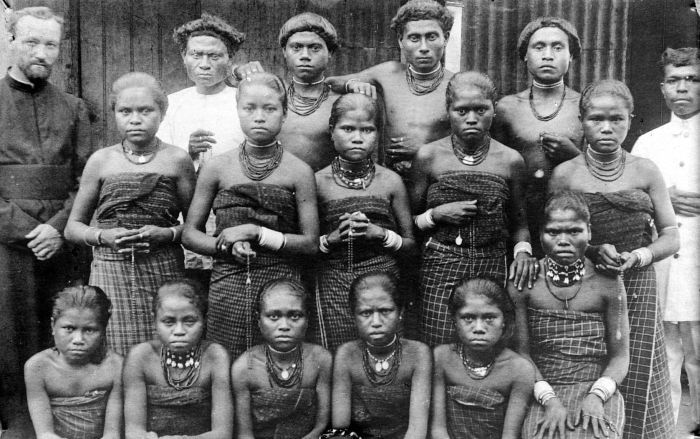
Grup de gent de Flores amb un capellà europeu i dos capellans locals vestits de blanc, 1900

L'illa ha estat poblada des de temps prehistòrics. A Flores, es va descobrir l'humà de Flores (Homo floresiensis) el 2003.
Al segle xiii, Flores formava part del Regne Majapahit. Després va passar a dependre del principat de Macassar.
L'any 1544, una nau portuguesa va anomenar el cap oriental de l'illa com a cabo das Flores. Una vegada cartografiada, tota l'illa va rebre aquest nom, encara que el cert és que no hi ha ni més ni menys flors que a les illes veïnes. A partir del 1570, els comerciants portuguesos es varen establir a l'illa. Poc abans del 1600, varen fundar la ciutat portuària de Larantuca, habitada amb el pas del temps amb una població de mestissos, els anomenats topasse, que varen propagar el catolicisme a moltes zones de l'illa.
Començant el 1613, els neerlandesos varen atacar Larantuca des de Solor, però no varen reeixir a eliminar el domini portuguès de l'illa.
Finalment, el 1667, després d'atacar diverses vegades, els soldats holandesos varen arribar a conquerir una porció del territori de l'illa de Flores. A partir d'aquesta zona, inicialment molt menuda, els holandesos varen estendre llur domini. Així, durant els segles XVII, xviii i xix, les tropes holandeses varen continuar fustigant els portuguesos fins que l'any 1861, finalment, varen ocupar Larantuca, i posaren fi al govern del Regne de Portugal a Flores. Tot i això, la gent local no va acceptar fàcilment el colonialisme holandès. Per exemple, entre els anys 1911 i 1912, varen haver-hi no menys de deu aixecaments contra el domini d'Holanda.
El líder nacionalista, i després president, Sukarno, va ser exiliat a Flores l'any 1933.
L'illa va ser ocupada per l'Imperi del Japó entre 1942 i 1945, arran de la Segona Guerra Mundial.

## Fauna
El dragó de Komodo (Varanus komodoensis) viu a la zona de la costa oest de Flores, un dels pocs llocs, llevat de l'illa de Komodo, on es troba aquest varà gegant. Un altre animal endèmic de l'illa és Papagomys armandvillei.